# Михаљевићи (Братунац)
Михаљевићи су насељено мјесто у општини Братунац, Република Српска, БиХ. Према прелиминарним подацима пописа становништва 2013. године, у насељу је живјело 228 становника.

## Становништво
Према попису становништва из 1991. године, мјесто је имало 391 становника. Већина становника су Бошњаци.
| Демографија | Демографија | Демографија |
| Година      | Становника  | Становника  |
| ----------- | ----------- | ----------- |
| 1971.       | 476         |             |
| 1981.       | 331         |             |
| 1991.       | 391         |             |
| 2013.       | 228         |             |